# Stazione di Borghetto Parmense
La stazione di Borghetto Parmense è una fermata ferroviaria posta sulla linea Fidenza-Fornovo. Serve il centro abitato di Borghetto, frazione del comune di Noceto.

## Strutture e impianti
La fermata possiede un fabbricato viaggiatori con una banchina che serve l'unico binario della linea.
La gestione degli impianti è affidata a Rete Ferroviaria Italiana (RFI) che la classifica nella categoria "Bronze".

## Movimento
A partire dal cambio orario del 15 dicembre 2013 la fermata non è più servita da alcun collegamento passeggeri.